# St.-Marien-Kirche (Aken)

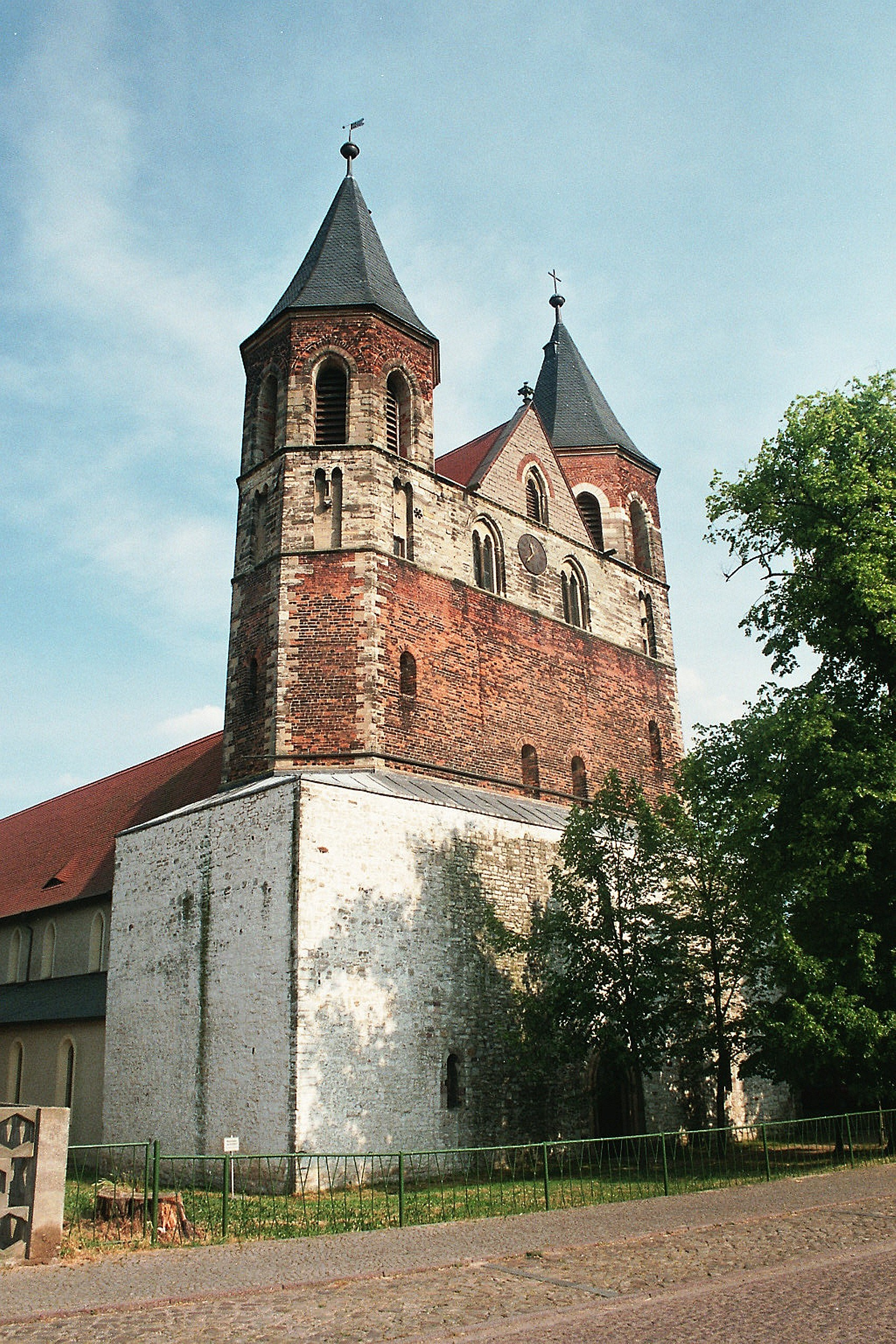
Nordwest-Ansicht

Die St.-Marien-Kirche in Aken (Elbe) ist ein ehemals als evangelisches Gotteshaus genutztes Gebäude, das jetzt städtisch genutzt wird.

## Geschichte
In der Stadt Aken in Sachsen-Anhalt befinden sich zwei mittelalterliche Stadtkirchen, St. Nikolai und St. Marien. Während die Nikolaikirche als Kirche der Kaufleute galt, war St. Marien die Bürgerkirche. Sie wurde 1188 im romanischen Stil am Marktplatz der Stadt errichtet, fiel aber 1485 dem großen Stadtbrand zum Opfer. Anschließend wurde sie nach dem Vorbild der Nikolaikirche im gotisierten Stil mit einer Doppelturmfassade wieder aufgebaut. Im Zuge der Reformation wurde die Marienkirche zu einer evangelischen Gottesdienststätte. 
Obwohl mit wertvollem Inventar ausgestattet, verfiel das Gebäude im Lauf der Jahre so weit, dass die Kirchengemeinde es 1975 aufgab. 1983 musste es wegen erheblicher Dachschäden und Schwammbefall baupolizeilich gesperrt werden. Das bis in das 15. Jahrhundert zurückreichende Inventar, darunter ein Triumphkreuz und ein Flügelaltar, beide von etwa 1480, und eine Orgel von Ernst Röver, wurde in die Nikolaikirche überführt (Beschreibung siehe dort). 1992 übernahm die Stadt das Gebäude und begann es ab 1993 von Grund auf zu sanieren. Dabei wurde auch die Glockenanlage mit ihren beiden Glocken von 1272 und 1446 wieder hergestellt. Nach Abschluss der Wiederherstellung der Kirche nutzt die Stadt diese nun als Konzerthalle. Als sakrale Gegenstände befinden sich in ihr noch ein Altartisch und die Kopie einer den segnenden Christus darstellenden Skulptur des dänischen Bildhauers Bertel Thorvaldsen (1770–1844).